# 米德湖

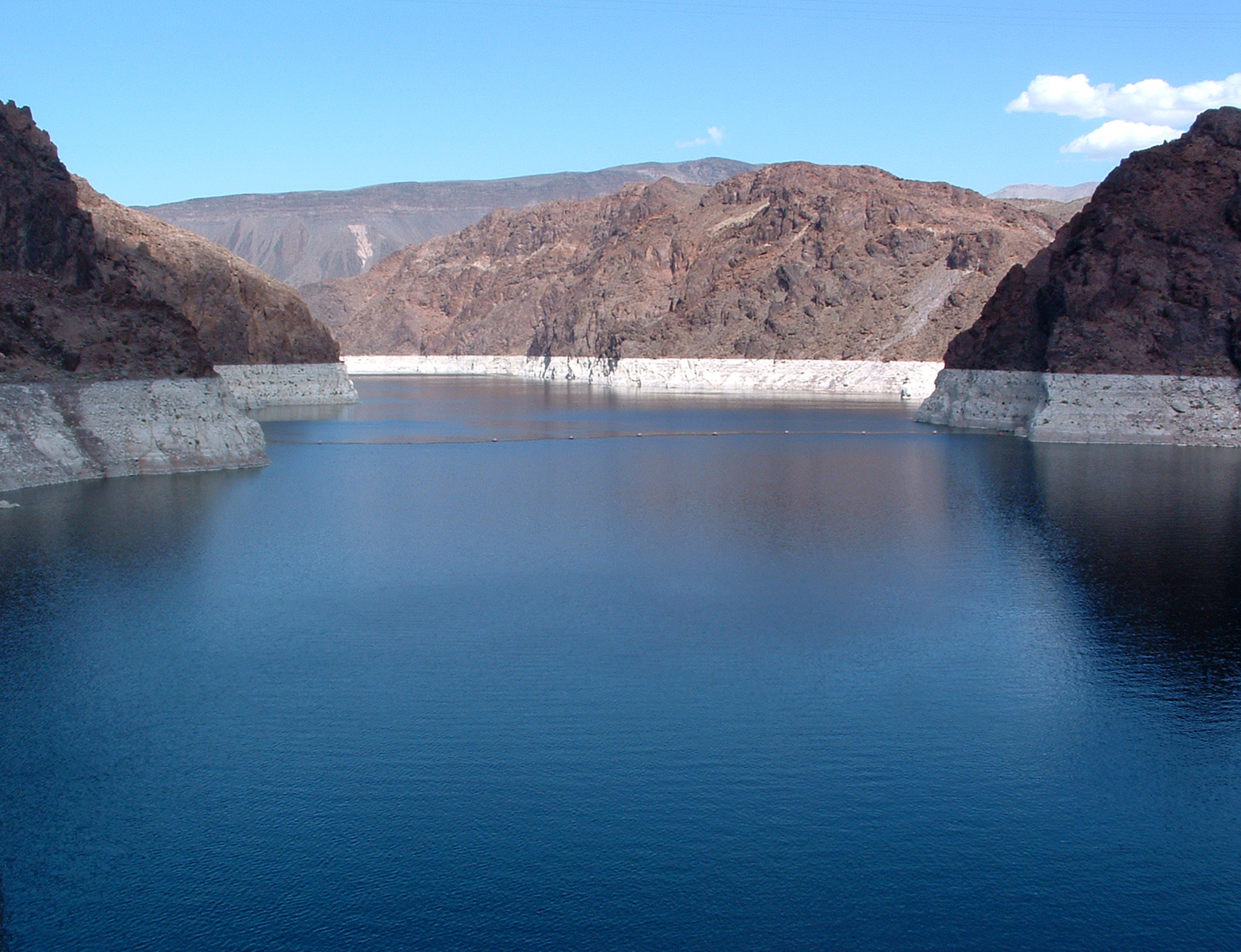
米德湖。

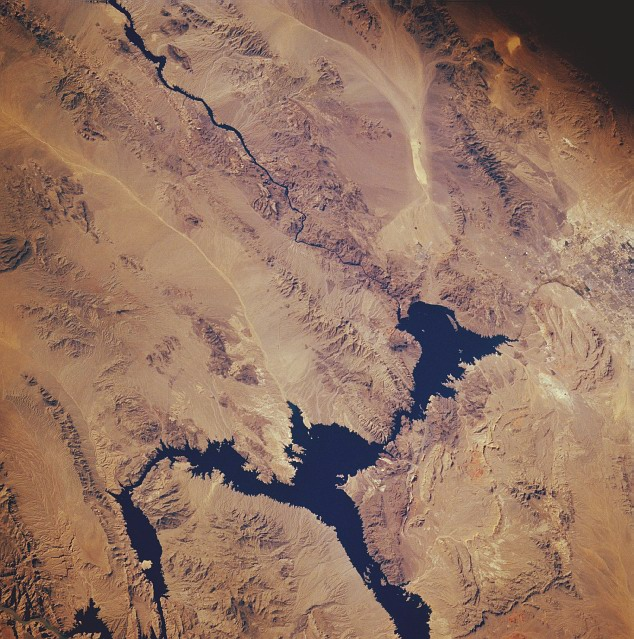
从空中鸟瞰米德湖，1985年11月。

米德湖，或称密德湖，是美国最大的人造湖和水库。位于内华达州与亚利桑那州交境之处，赌城拉斯维加斯东南48公里。由著名的胡佛水坝拦科罗拉多河之水而成。水库在大坝之后延绵180余公里，持水约350亿立方米，水库通过给水工程供应南加利福尼亞州与内华达州社区用水。
该湖以美国开垦局1924年至1936年间创建波尔德峡谷工程时，任上的一名委员埃尔伍德·米德（Elwood Mead）的名字命名。该工程包括了胡佛水坝和该湖的修建。
胡佛水坝的修建造成了库区数个社区的移民，其中有名的要数内华达州的圣·托马斯镇（St. Thomas, Nevada），1938年该镇最后的居民永远地离开了这里。今天它的遗迹仍在米德湖水位线较低时可见。

## 旅游休闲
1964年米德湖国家休闲区（Lake Mead National Recreation Area）成立，并全年提供服务。区内开发了包括划船、钓鱼、水橇運動、游泳、日光浴等多种旅游休闲项目，同时湖岸边多石的峭壁、沙滩等奇特的地貌也成为了探险的好去处。湖中心有许多中小岛屿，其中甚有人开创了小型植物园。

## 数据
- 面积：约640平方公里
- 库容：约350亿立方米，几乎是科罗拉多河两年的流量，也足将宾夕法尼亚州覆盖一英尺
- 湖岸线长：885公里
- 每年游客：约1000万，米德湖国家休闲区（Lake Mead National Recreation Area），是美国访问量最大的五个国家公园之一